# Walter Jeremiah Sanders III
 (novembre 2017).
Si vous disposez d'ouvrages ou d'articles de référence ou si vous connaissez des sites web de qualité traitant du thème abordé ici, merci de compléter l'article en donnant les références utiles à sa vérifiabilité et en les liant à la section « Notes et références ».
Walter Jeremiah Sanders III (né le 12 septembre 1936 aux États-unis) est un homme d'affaires, cofondateur de l'entreprise AMD, qui fabrique de puces électroniques et est le dernier concurrent d'Intel pour les processeurs x86.